# Альянц Арена
«Алья́нц Аре́на» (нем. Allianz Arena, на матчах международных соревнованиях сборных — Арена Мюнхен) — футбольный стадион на севере Мюнхена. Вместимость стадиона составляет 75 000 зрителей, включая 2152 бизнес-места, 1374 места в VIP-ложах и 227 мест для инвалидов с колясками. На международных матчах максимальная вместимость стадиона уменьшается до 70 000 зрителей. С сезона 2005/06 свои домашние игры на «Альянц Арене» проводит «Бавария». Кроме того, на стадионе проводились матчи чемпионата мира 2006 года, финалы Лиги чемпионов 2011/12 и 2024/25, а также игры чемпионата Европы 2020. Изначально арена находилась в совладении клубов «Бавария» и «Мюнхен 1860», но затем «Бавария» приобрела долю «Мюнхена 1860» и стала единственным владельцем стадиона.

## Технические характеристики стадиона

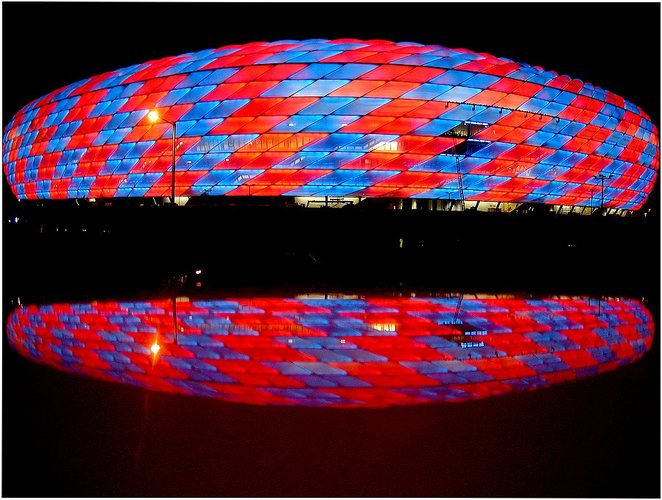
Испытание подсветки в начале 2005

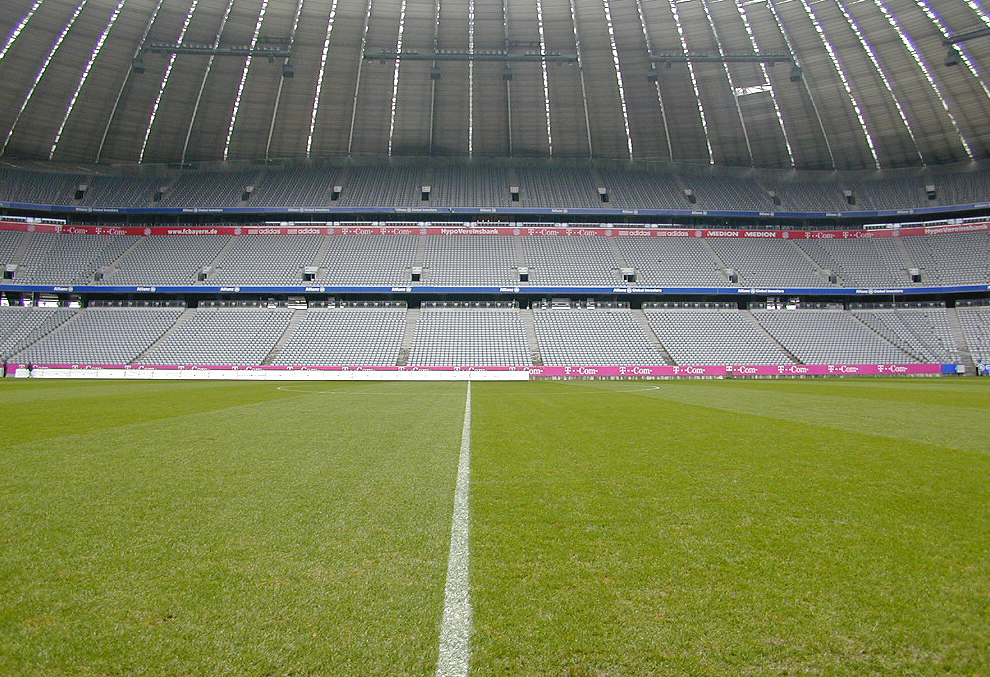
Стадион без зрителей

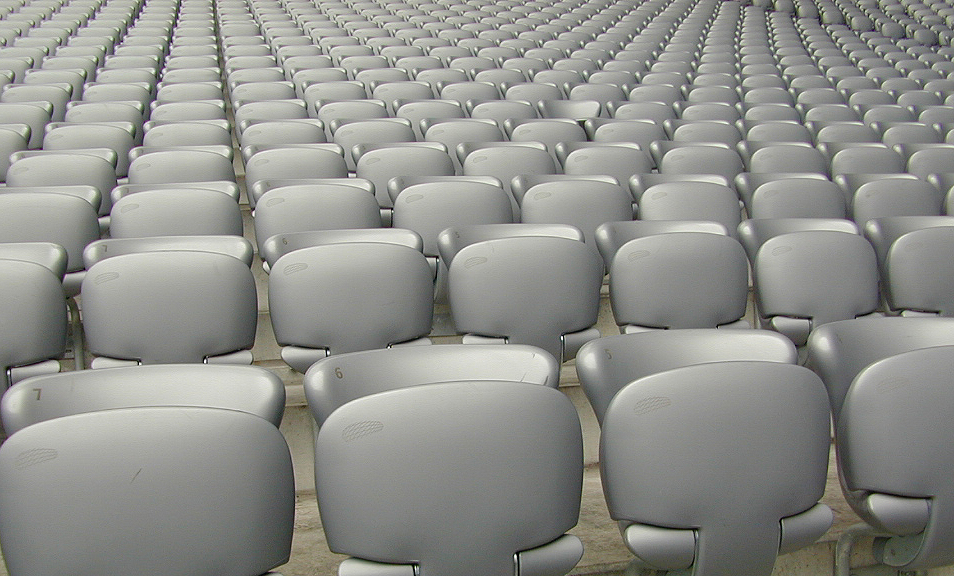
Ряды кресел на пустом стадионе

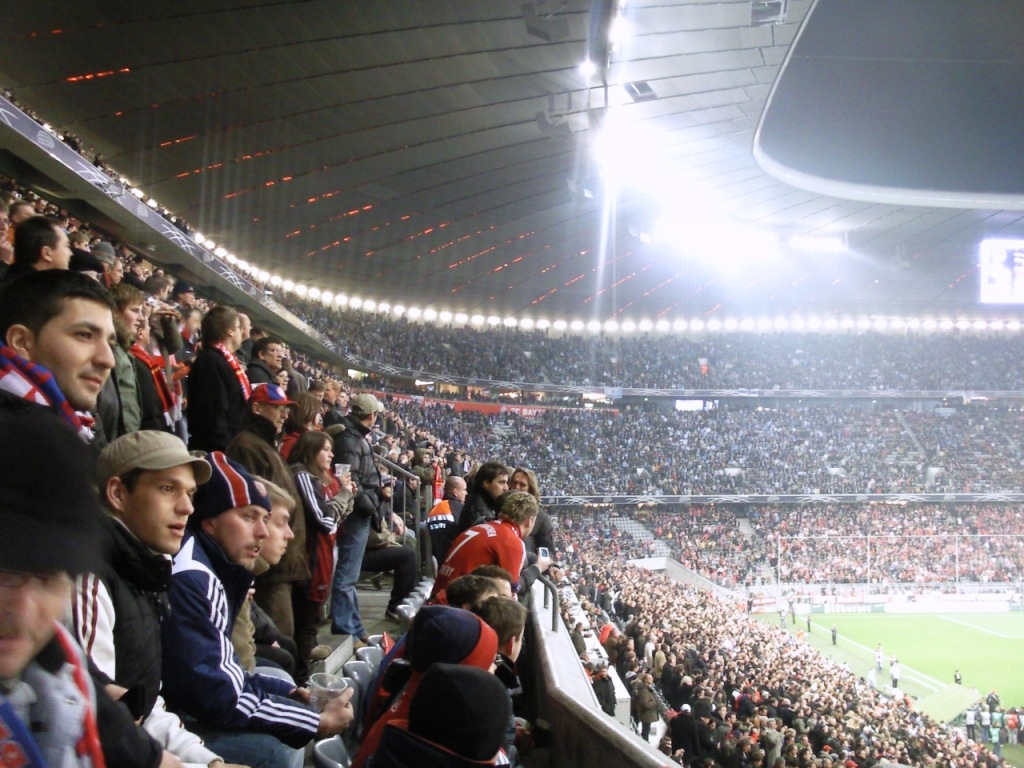
Западная трибуна

Стадион находится на севере района Мюнхена Швабинг-Фрайманн (нем. Schwabing-Freimann), на территории Фрёттманингской пустоши (нем. Fröttmaninger Heide). 16 января 2006 года власти одобрили расширение стадиона до 69 901 места для того, чтобы при отсутствии большого количества прессы на играх Бундеслиги и кубка Германии он вмещал 69 000 зрителей. На играх Лиги чемпионов, Кубка УЕФА, а также международных встречах вместимость осталась на уровне 66 тыс. зрителей. Все места на стадионе находятся под крышей.
«Альянц Арена» имеет 106 лож с 1374 местами. Кроме того, на стадионе есть 2 детских сада/группы продлённого дня, «Мир LEGO» и клубный магазин «Баварии» площадью 800 м². Всё это находится внутри стадиона, где также изначально располагались магазин атрибутики «Мюнхена 1860» и выставочные места фирм Medion, Deutsche Telekom и Audi. На этом месте в мае 2012 открылся музей «Мир истории „Баварии“». С внешней стороны к стадиону прилегают множество киосков для болельщиков. На территории в 6500 м² находится большое количество точек питания. Четырёхэтажная парковка на 9800 автомобилей, относящаяся к стадиону, является одной из самых больших парковок в Европе. Севернее и южнее арены есть ещё 350 парковочных мест, предназначенных для автобусов с болельщиками. Билеты продаются в общей сложности в 55 кассах стадиона.
С сезона 2006/2007 сектора 112 и 113 на играх лиги и кубка являются стоячими, лишь на международных играх согласно требованиям ФИФА и УЕФА на специальных балках устанавливаются кресла.
«Альянц Арену» из-за её формы часто называют «надувная лодка» (нем. Schlauchboot), «автомобильная шина» (нем. Autoreifen), «воздушная подушка» (нем. Luftkissen).
Фасад и крыша состоят из 2760 подушек, которые надуваются сухим воздухом, давление в них равно 3,5 гПа. Толщина этилфлуорэтилена, из которого состоят подушки — 0,2 мм. Каждая подушка в отдельности может освещаться красным, синим и белым цветами и их оттенками. Когда на стадионе свой матч проводит одна из домашних команд, он освещается её цветом (для «Баварии» это красный, для «Мюнхена 1860» — синий), а если на арене играет играет сборная Германии, то подушки освещаются белым. Стоимость освещения составляет приблизительно 50 € в час. Это освещение настолько сильное, что ясными ночами «Альянц Арену» хорошо видно с альпийских вершин, то есть с расстояния примерно в 75 км. Под крышей установлены шторки, которые во время игры могут быть закрыты для защиты от солнечного света.
С юга к арене прилегает парк-эспланада длиной в 543 м и шириной в 136 м. По его слегка искривлённым дорожкам зрители могут добраться от станции метро «Фрёттманинг» (нем. Fröttmaning) и парковки до стадиона.
По данным полиции из-за изначально постоянной смены цветов освещения арены среднее количество аварий увеличилось на 10 в день. Поэтому менять цвет освещения можно только по вечерам и только каждые полчаса (а также запрещены комбинации подсветки вроде красно-синей или сине-белой).
Ультрас и другие фанатские группировки на некоторых домашних играх выражали протест против увеличения количества сидячих мест и других ограничений, касающихся в первую очередь фанатов: например, запрета мегафонов и больших натяжных баннеров, ограничения длины рукоятки флагов до одного метра.

## Транспорт
Ввиду создания стадиона станции шестой линии мюнхенского метро (U6) «Фрёттманинг» (нем. Fröttmaning) и «Кефернгартен» (нем.  Kieferngarten) были расширены. Станция «Фрёттманинг» была перемещена севернее, количество путей было увеличено с двух до четырёх, а также на северном конце остановки были построены дополнительные пешеходные мосты. Также было увеличено место стоянки поездов, чтобы обеспечить быстрый отток болельщиков после матча. Станция «Кефернгартен» была оснащена дополнительными пешеходными туннелями, параллельными перрону. Автобан А9 был расширен до 6 или 8 полос, а также севернее арены появился въезд на автобан А99.
Стадион расположен в непосредственной близости от развязки «Мюнхен-Норд» (нем. München-Nord) на автобанах А9 и А99, и относительно недалеко от развязки «Фельдмохинг» (нем. Feldmoching) автобанов А99 и А92, что обеспечивает быстрый и удобный доступ к нему.

## Финансовая сторона

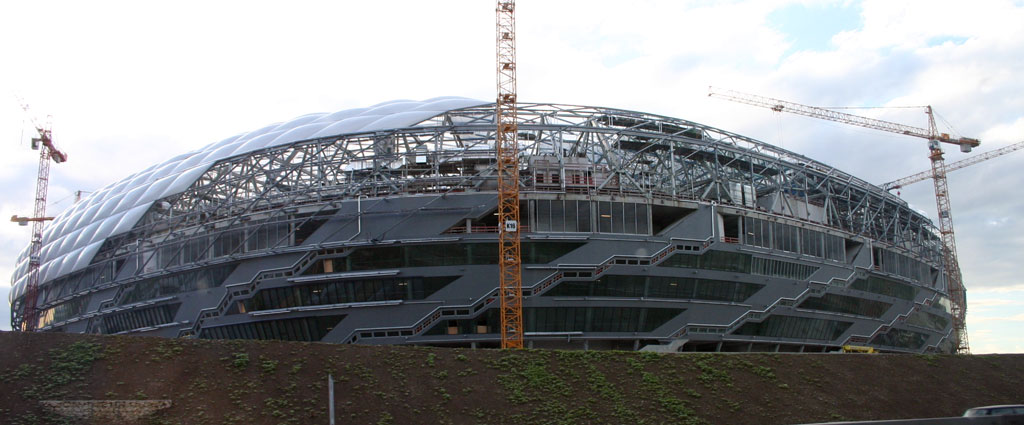
«Альянц Арена» во время строительства (август 2004)

Застройщиком и владельцем «Альянц Арены» является основанное в 2001 году предприятие «Allianz Arena München Stadion GmbH», которое на данный момент является 100 % дочерним предприятием финансового подразделения «Баварии». Постройка стадиона осуществлялась австрийской строительной компанией «Alpine Holding». Коммерческим директором арены с 2004 года является Петер Керспе (до 13 июля 2005 вместе с Берндом Раухом). Изначально вышеупомянутое предприятие (а значит и стадион) находились в равном совладении финансовых отделений «Баварии» и «Мюнхена 1860». Арендная плата, которую сначала уплачивали оба клуба, шла на погашение долгов при строительстве. 27 апреля 2006 из-за финансовых проблем клуб «Мюнхен 1860» продал свою долю «Баварии» за 11 миллионов евро. С тех пор «Бавария» является единоличным владельцем «Альянц Арены». При составлении договора была предусмотрена опция обратного выкупа своей доли «Мюнхеном 1860» до 2010 года, но клуб отказался от неё в ноябре 2007 года.
Права на название стадиона имеет немецкая страховая компания «Allianz», которая приобрела их сроком на 30 лет взамен на спонсирование. Согласно уставу УЕФА, при проведении международных игр (игры сборных, Лиги чемпионов, Лиги Европы) в названии стадиона имя спонсора не должно упоминаться. Для таких случаев используются альтернативные имена «Арена чемпионата мира ФИФА в Мюнхене» или просто «Арена Мюнхен». Затраты лишь на постройку стадиона составили около 286 миллионов евро (общая стоимость составила 340 миллионов). Кроме того, потребовалось ещё 210 миллионов евро из муниципального бюджета для создания необходимой инфраструктуры вокруг арены.
Тем не менее, уплата кредитов протекает быстрее, чем ожидалось. Предполагалось, что долги будут погашены к 2018 году, то есть на 10 лет раньше срока. 20 ноября 2014 года генеральный директор клуба Карл-Хайнц Румменигге сообщил, что мюнхенская «Бавария» полностью расплатилась за строительство стадиона «Альянц Арена» на 16 лет раньше срока.

## История
21 октября 2001 года состоялся референдум, на котором должно было решиться, будет ли построен новый стадион именно на этом месте и должен ли город создать необходимую инфраструктуру. Примерно 2/3 принявших участие высказались за постройку нового стадиона. Незадолго до того предложение по реконструкции Олимпийского стадиона было отклонено его архитектором Гюнтером Бенишем. На основании этого был проведён конкурс архитекторов, на котором из изначально 8 предложенных моделей к финальному голосованию были отобраны 2.

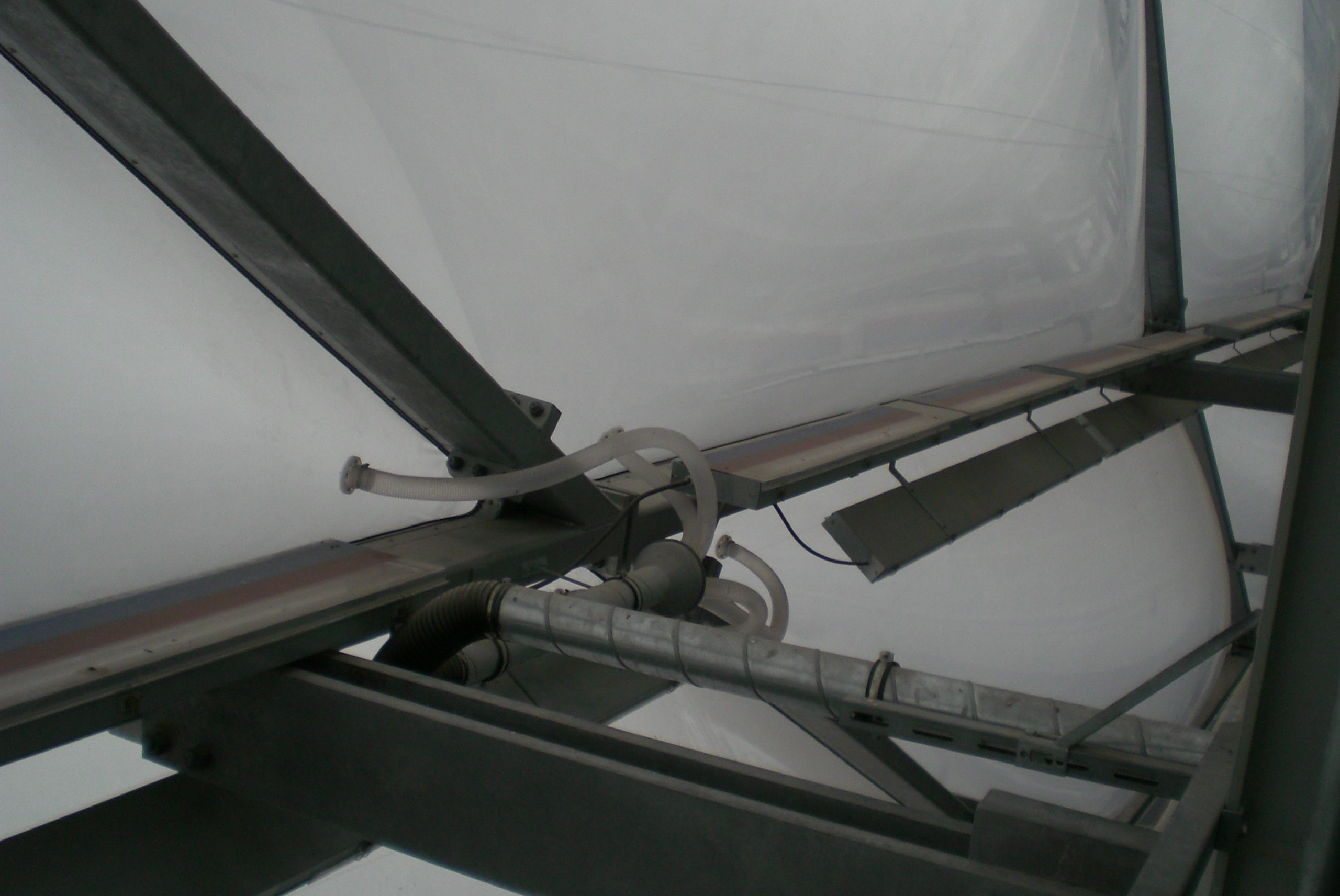
По шлангам в подушки закачивается воздух, а находящиеся рядом с плёнкой трубы со светящимся веществом обеспечивают свечение

Конкурс выиграло швейцарское архитекторское бюро «Херцог и де Мёрон». Они разработали план стадиона, похожего на «Санкт-Якоб Парк» в Базеле — стадиона с прозрачной оболочкой из этилфлуорэтиленовой плёнки, которую можно будет подсвечивать изнутри и которая будет самоочищаться. Постройка арены началась осенью 2002, фундамент был заложен 21 октября. В конце апреля 2005 строительные работы завершились.

### Коррупционный скандал
В марте 2004 года разразился коррупционный скандал, связанный со стадионом.
9 марта 2004 года по подозрению во взяточничестве и злоупотреблении полномочиями при проведении конкурса на постройку стадиона были задержаны тогдашний президент «Мюнхена 1860» Карл-Хайнц Вильдмозер-старший, двое его сыновей и ещё два человека. 12 марта 2004 года Вильдмозер-старший был выпущен из-под стражи. Через 3 дня он сообщил о своём уходе с поста президента клуба. Возбужденное против него дело было приостановлено 18 мая за отсутствием достаточных доказательств.
Его сын, Карл-Хайнц Вильдмозер-младший, остался под арестом. В августе 2004 года против него было выдвинуто обвинение в злоупотреблении полномочиями, взяточничестве и сокрытии имущества от обложения налогами.
По слухам, заказ на постройку стадиона был отдан компании «Alpine» по «явно завышенной цене», поскольку Вильдмозер-младший предоставлял этой компании данные о других участниках тендера и получил за это «гонорар» в размере 2,8 миллионов евро. Он был в законном порядке осуждён на 4,5 года лишения свободы за взяточничество и злоупотребление своими должностными полномочиями. В августе 2006 верховный суд Германии отклонил апелляцию и оставил первоначальный приговор в силе.

### Открытие
«Альянц Арена» была открыта 30 мая 2005 года товарищеским матчем между «Мюнхеном 1860» и «Нюрнбергом». Первый официальный гол на арене забил игрок мюнхенского клуба Патрик Мильхраум. Игра закончилась со счётом 3:2 в пользу хозяев. На следующий день на стадионе прошла встреча между «Баварией» и немецкой сборной. Баварцы победили 4:2. На обеих играх был аншлаг, были проданы все 66 000 билетов. Первая игра Бундеслиги на «Альянц Арене» состоялась 5 августа 2005, когда «Бавария» принимала «Боруссию» из Мёнхенгладбаха и выиграла со счётом 3:0.

## Чемпионат мира по футболу 2006 года

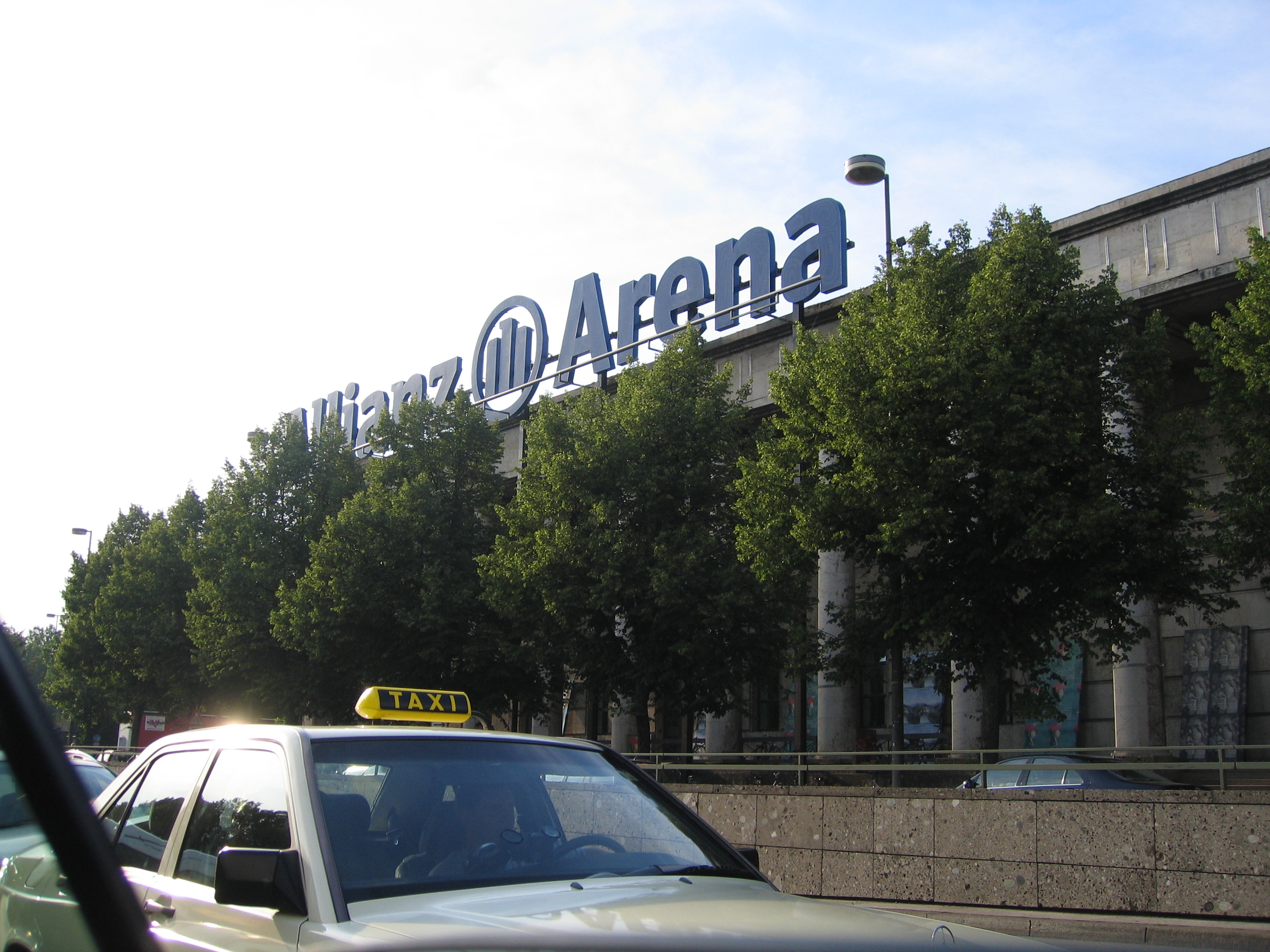
Вывеска «Альянц Арена» на Доме искусства в Мюнхене летом 2006

Почтовая марка с изображением «Альянц Арены», выпущенная по поводу чемпионата мира

«Альянц Арена» была одним из стадионов, на которых проводился чемпионат мира 2006 года. В течение мирового футбольного первенства стадион назывался «Стадион чемпионата мира ФИФА в Мюнхене». Специально к чемпионату мира со стадиона была демонтирована вывеска «Альянц Арена» и на его протяжении она украшала мюнхенский дом искусства. Затраты на демонтаж и перевозку составили около 150 тысяч евро.
Во время чемпионата мира по футболу 2006 года на стадионе состоялись следующие матчи:
Время местное
| Дата         | Время | Команда 1   | Счёт | Команда 2           | Стадия                   | Зрители |
| 9 июня 2006  | 18:00 | Германия    | 4:2  | Коста-Рика          | Группа А (матч открытия) | 69451   |
| 14 июня 2006 | 18:00 | Тунис       | 2:2  | Саудовская Аравия   | Группа Н                 | 69451   |
| 18 июня 2006 | 18:00 | Бразилия    | 2:0  | Австралия           | Группа F                 | 69451   |
| 21 июня 2006 | 21:00 | Кот-д’Ивуар | 3:2  | Сербия и Черногория | Группа С                 | 69451   |
| 24 июня 2006 | 17:00 | Германия    | 2:0  | Швеция              | 1/8 финала               | 69451   |
| 5 июля 2006  | 21:00 | Португалия  | 0:1  | Франция             | Полуфинал                | 69451   |

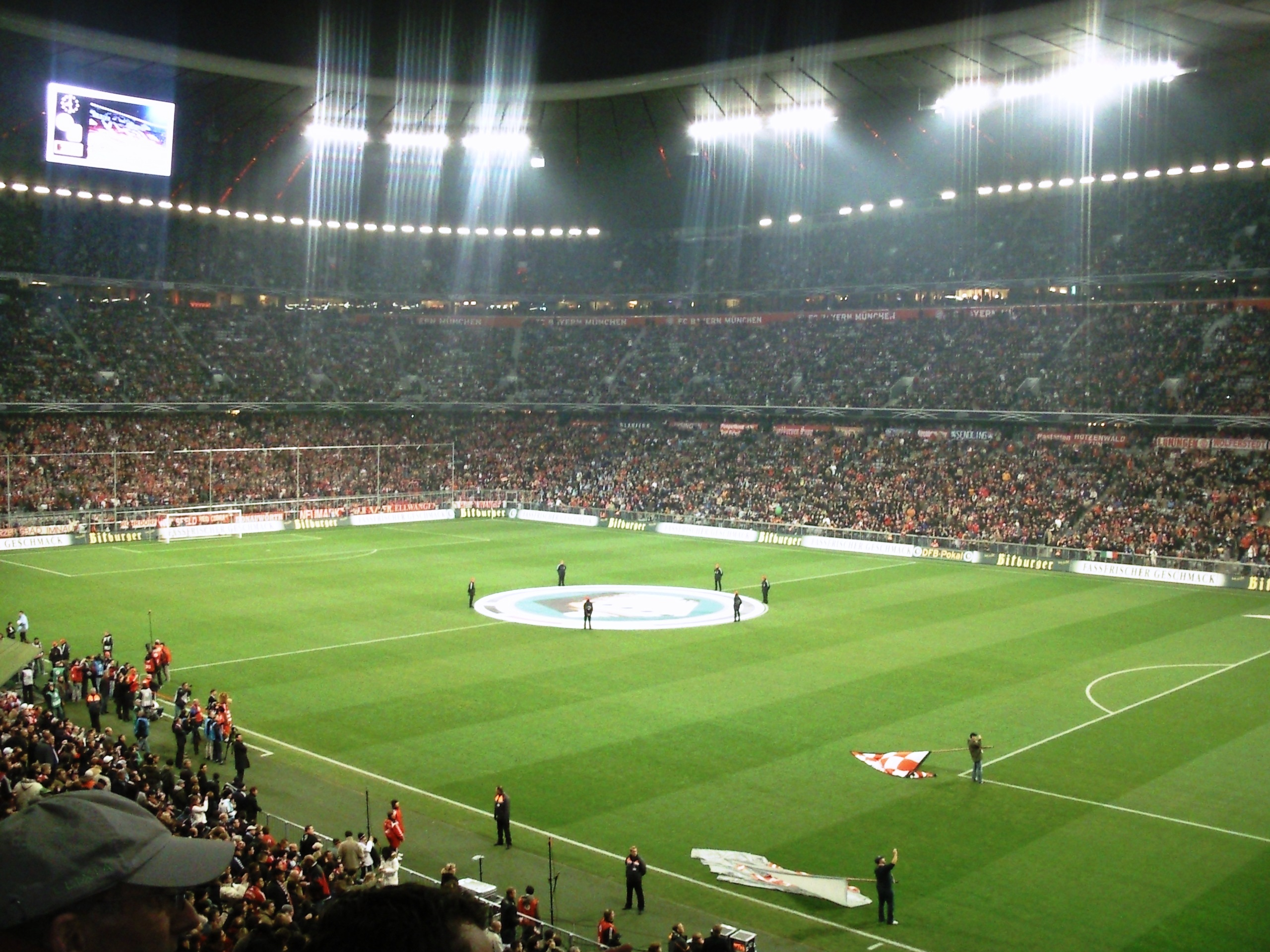
Внутренний вид
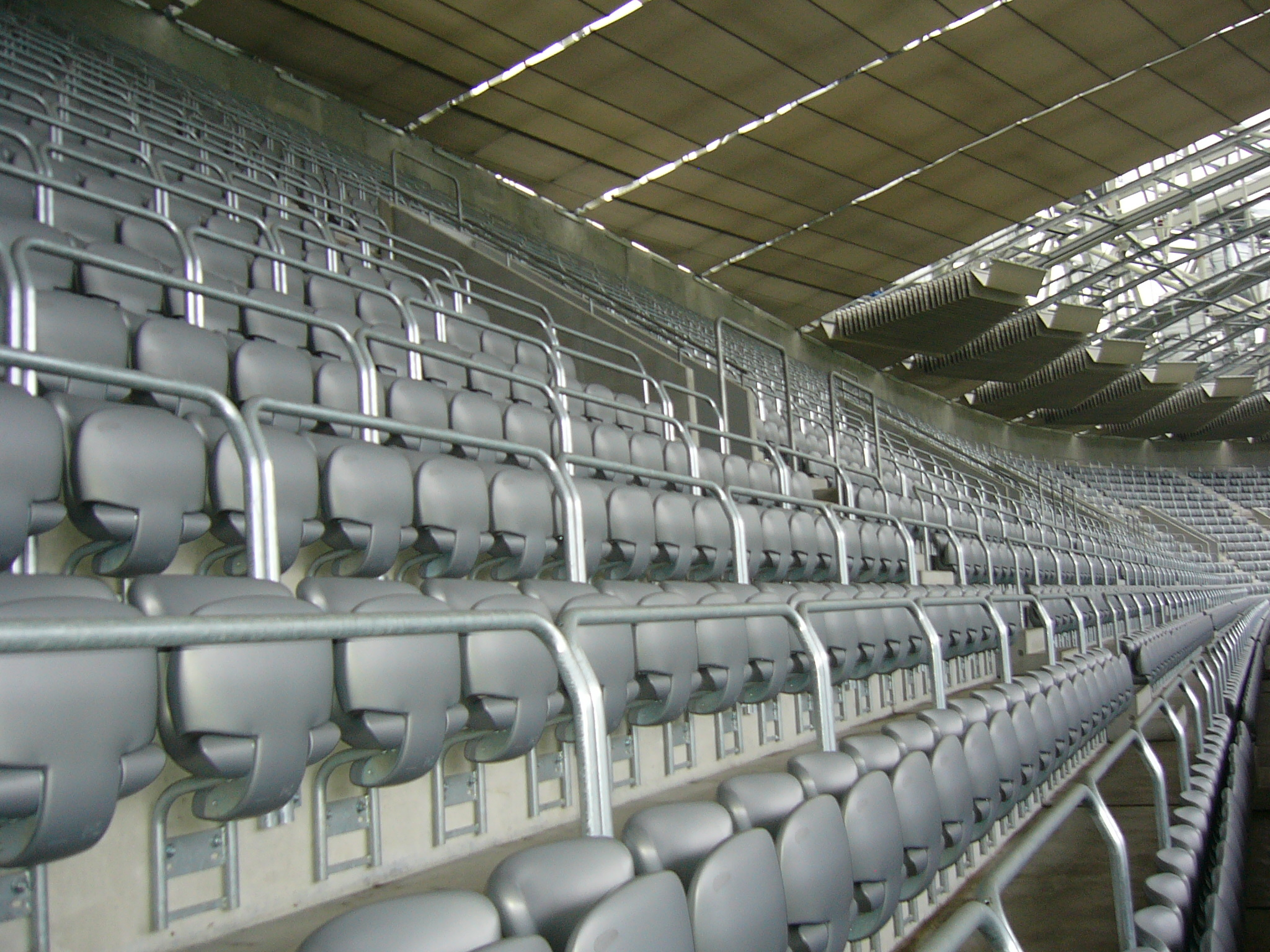
Верхний ярус
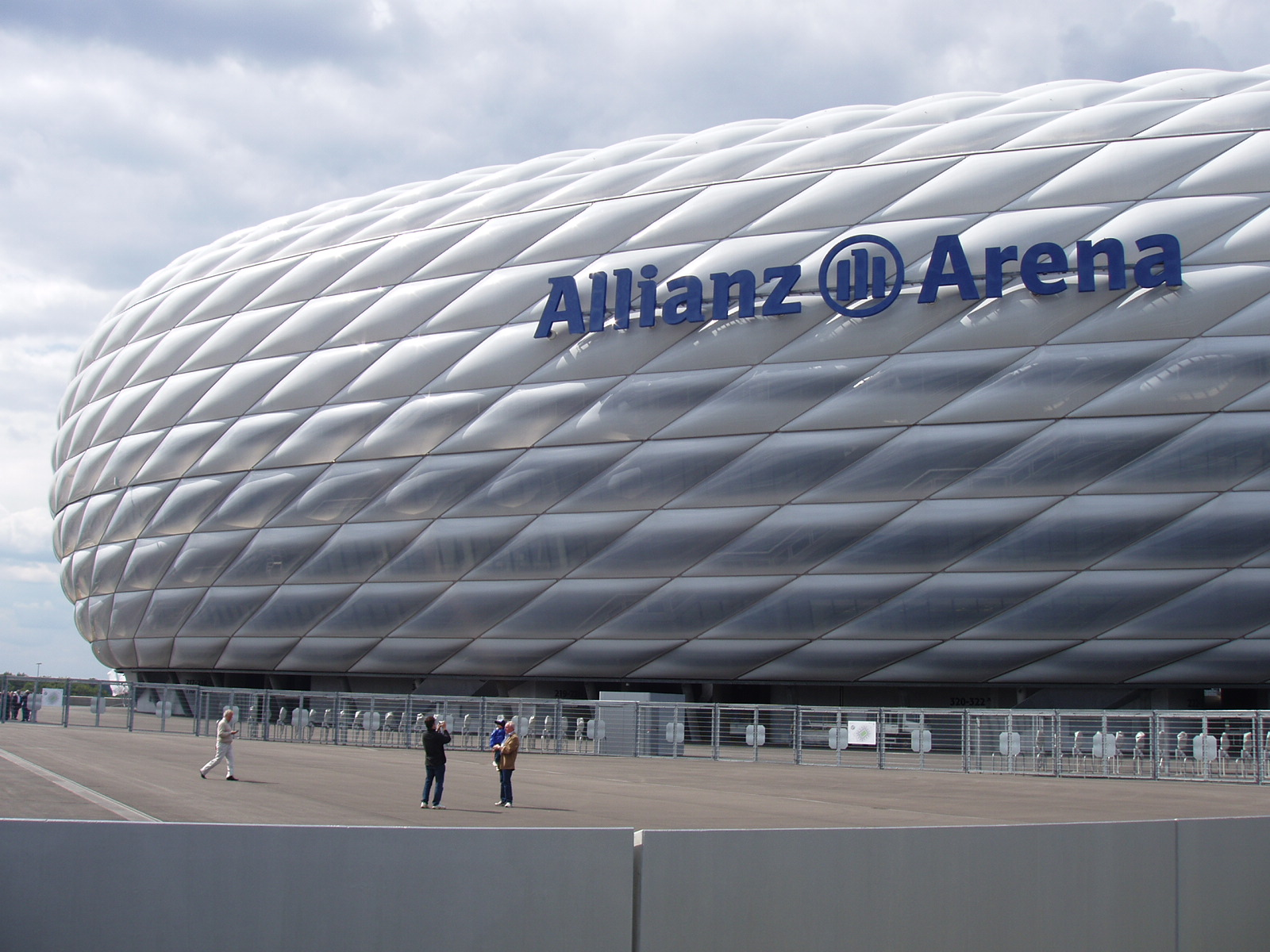
Фасад
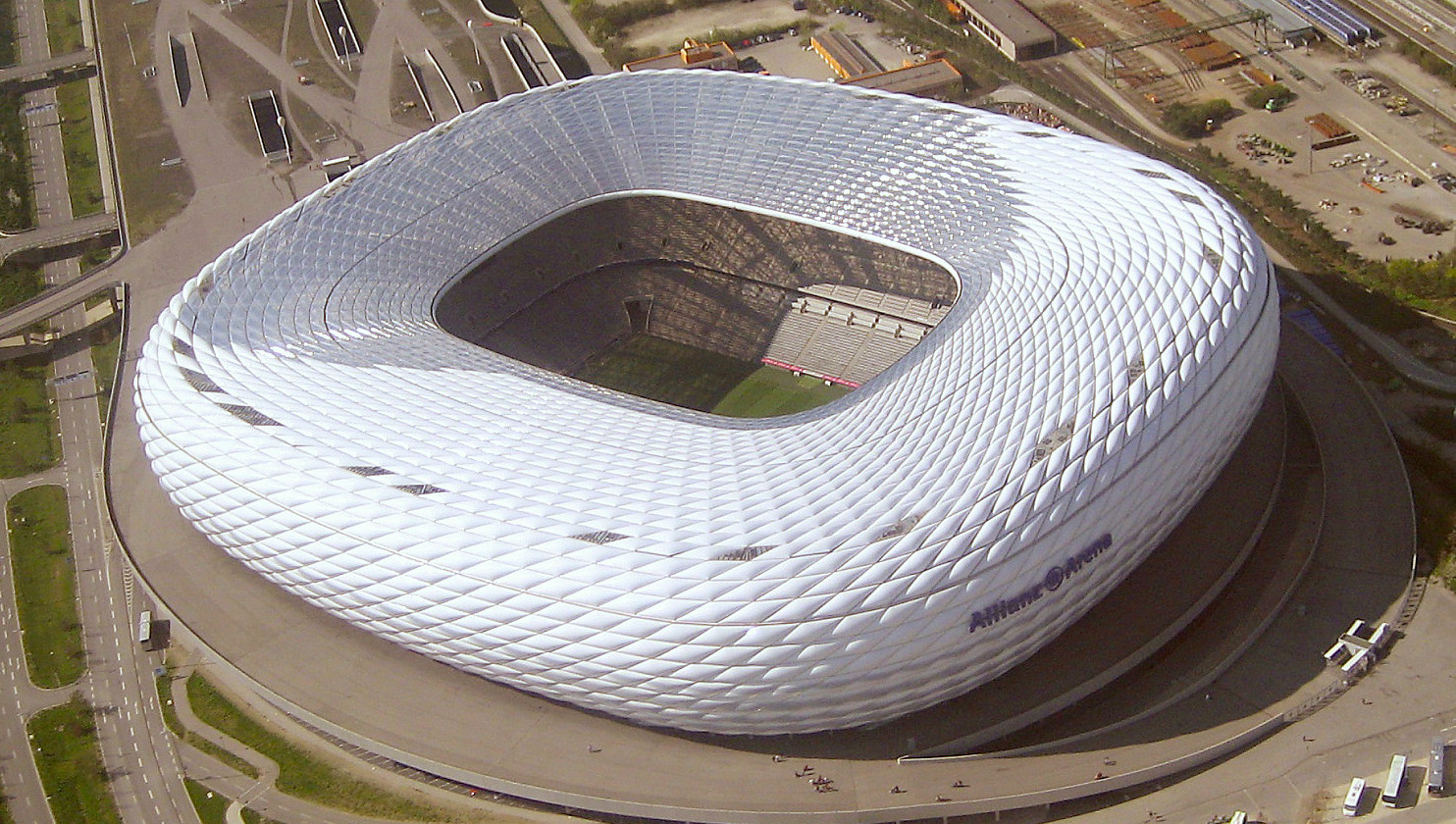
Фотография с воздуха
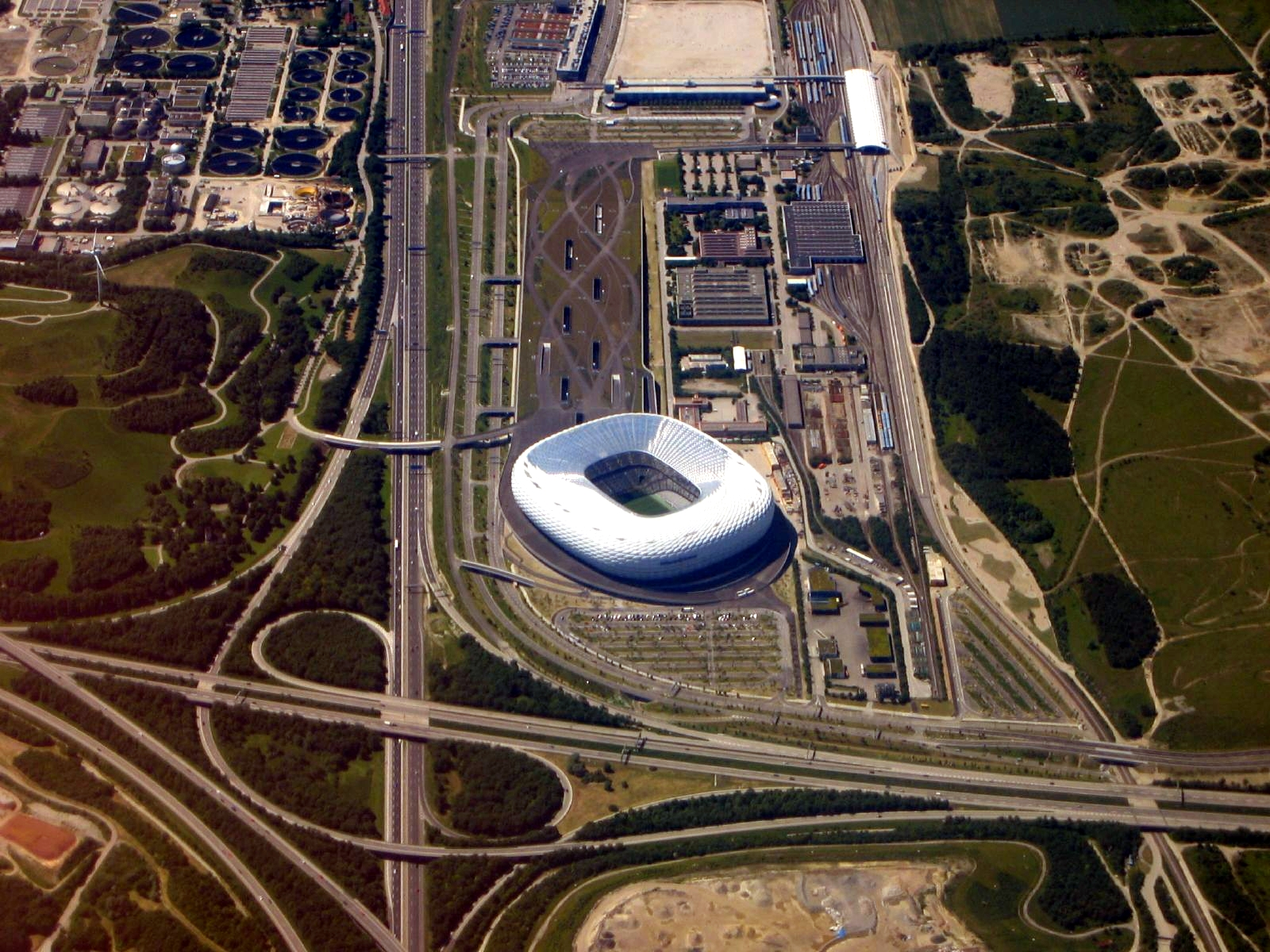
«Альянц Арена» с прилегающей инфраструктурой